# Richard FitzWilliam
Sir Richard FitzWilliam of Wadworth (* 1415; † 22. September 1478) war ein englischer Ritter.

## Leben
Sir Richard FitzWilliam war ein Sohn des Edmund FitzWilliam († 1465), Gutsherr von Wadworth in Yorkshire, den er bei dessen Tod beerbte.
Sir Richard diente als Sheriff von Yorkshire 1465, 1468 und von Lincolnshire 1468/69.
Er erhielt von Eduard IV. 1461 das Jagdrecht (engl. free warren) für Ulaby bei Alford, wurde zum Constable of Conisbrough Castle ernannt und diente 1462 als Justice of Peace im West Riding of Yorkshire.
Er war ein kompromissloser Anhänger des Hauses York und kämpfte während der Rosenkriege bei der Schlacht von Northampton (1460), bei Wakefield (1460) und bei der Schlacht von Losecote Field (1470).
Sir Richard Fitzwilliam hatte spätestens 1448 Elizabeth Clarell (1415–1503), Tochter und Coerbin des Thomas Clarell of Aldwark (um 1394–1450), geheiratet. Aus dem Recht seiner Gattin erlangte er die Güter Aldwark, Birkby und Haldenby in Yorkshire, sowie das Patronat über das Augustiner-Chorherrenstift Austin Friars in Tickhill, Yorkshire, wo er nach seinem Tod am 22. September 1478 bestattet wurde.

## Nachkommen
Aus seiner Ehe mit Elizabeth Clarell hatte er folgende Nachkommen:
- Sir Thomas FitzWilliam of Aldwark (1448–1498) ⚭ um 1485 Lady Lucy Neville, Tochter des John Neville, 1. Marquess of Montagu[3][1]
- Edmund FitzWilliam (1448–1495) ⚭ Isabel Laughton[3][1]
- Richard FitzWilliam († 1521)[3][1]
- Edward FitzWilliam ⚭ Alice Westby[1]
- Humphrey FitzWilliam († jung)
- Humphrey FitzWilliam († 1503)[3][1]
- George FitzWilliam ⚭ Cecily Wortley[3]
- Anne FitzWilliam (1434–1512) ⚭ 1482 Sir William Mirfield[3][1]
- Elizabeth FitzWilliam (um 1440–nach 1475) ⚭ Thomas Wortley[3][1]
- Margaret FitzWilliam (1444–1505) ⚭ 1466 Ralph Reresby (1446–1528)[3]
- Isabel FitzWilliam (1445–1529) ⚭ 1460 William Wentworth[3][1]
- Catherine FitzWilliam (1450–1502) ⚭ 1478 Sir John Skipwith (um 1455–1518)[3]